# Jochen Deuse
Jochen Deuse (* 1967 in Dortmund) ist Professor für Arbeits- und Produktionssysteme an der Technischen Universität Dortmund.

## Leben
Von 1988 bis 1994 studierte Deuse Maschinenbau mit der Vertiefungsrichtung Technische Betriebsführung an der Universität Dortmund. Nach dem Studium arbeitete er als Wissenschaftlicher Mitarbeiter am  Lehrstuhl für Produktionssystematik im Werkzeugmaschinenlabor WZL der RWTH Aachen. Im Jahr 1998 promovierte er zum Thema Fertigungsfamilienbildung mit feature-basierten Produktmodelldaten.
Nach seiner Promotion wechselte Deuse zur Robert Bosch GmbH, wo bis zum Jahr 2000 als Projektleiter Arbeitsplanung für das Steuergerätewerk Reutlingen beschäftigt war. Von 2000 bis 2002 war er Wissenschaftlicher Assistent des Bereichsvorstands Fertigung und Qualitätsmanagement im Geschäftsbereich Automobilelektronik. Danach war Deuse bis 2005 Leiter des Bereichs Leistungsdioden und zeitgleich Projektleiter „Bosch Produktionssystem“ bei „Robert Bosch Australia“ in Melbourne.
Am 1. April 2005 wurde Deuse Inhaber des ehemaligen Lehrstuhls für Fertigungsvorbereitung an der Fakultät Maschinenbau der Technischen Universität Dortmund, welcher zwischenzeitlich in Lehrstuhl für Arbeits- und Produktionssysteme umbenannt wurde. Weiterhin ist er der Sprecher der Fakultät.

## Werke
- Fertigungsfamilienbildung mit feature-basierten Produktmodelldaten. Aachen 1998.
- Qualitätsmanagement in der NC-Verfahrenskette. Berlin 1997.